# Јунионтаун (Пенсилванија)
Јунионтаун (енгл. Uniontown) град је у америчкој савезној држави Пенсилванија. По попису становништва из 2010. у њему је живело 10.372 становника.

## Демографија
Према попису становништва из 2010. у граду је живело 10.372 становника, што је 2.050 (16,5%) становника мање него 2000. године.
| Група             | 2000.          | 2010.         |
| Белци             | 10.413 (83,8%) | 7.957 (76,7%) |
| Афроамериканци    | 1.686 (13,6%)  | 1.874 (18,1%) |
| Азијати           | 50 (0,4%)      | 48 (0,5%)     |
| Хиспаноамериканци | 68 (0,5%)      | 143 (1,4%)    |
| Укупно            | 12.422         | 10.372        |